# دير استيا

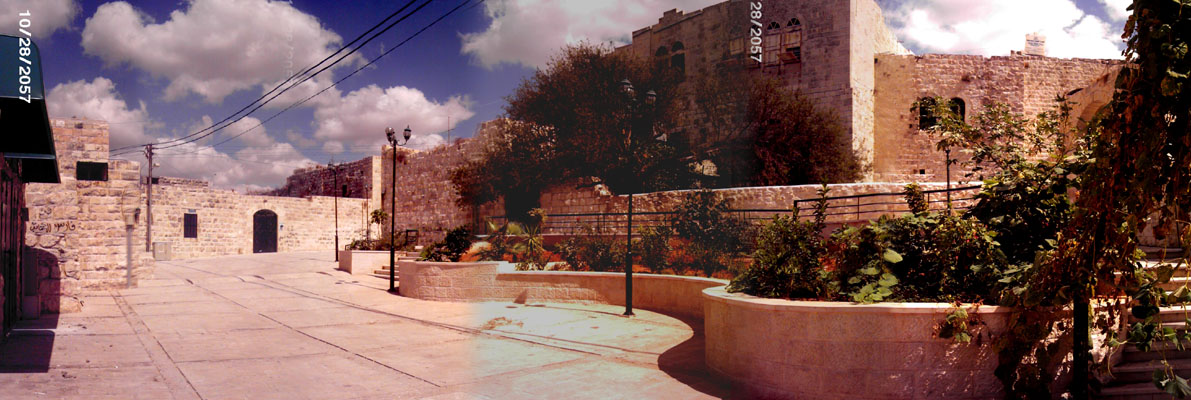
منظر عام للبلدة القديمة في القرية

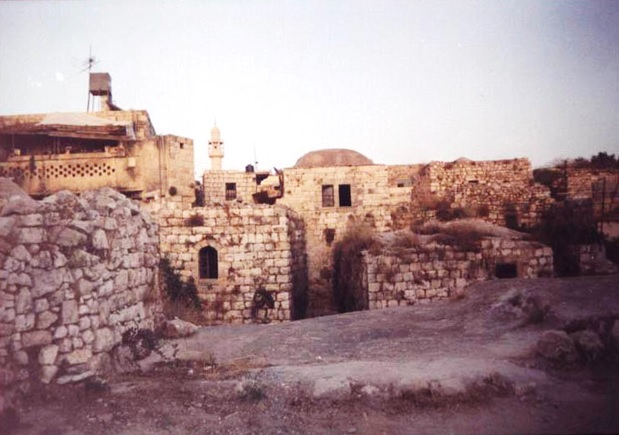
البلدة القديمة قبل اعمال التحديث

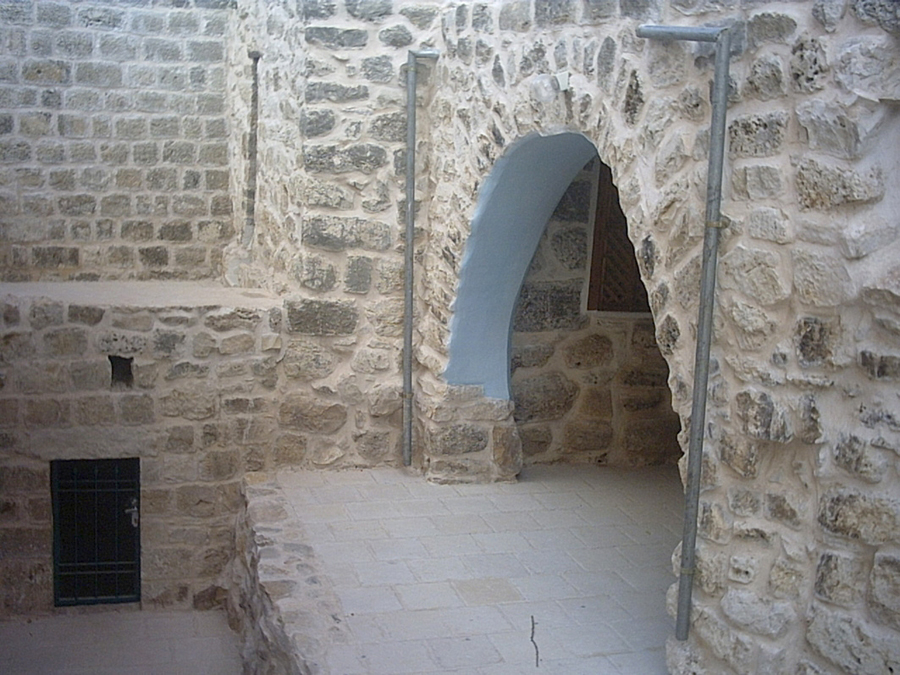
منظر من داخل البلدة القديمة

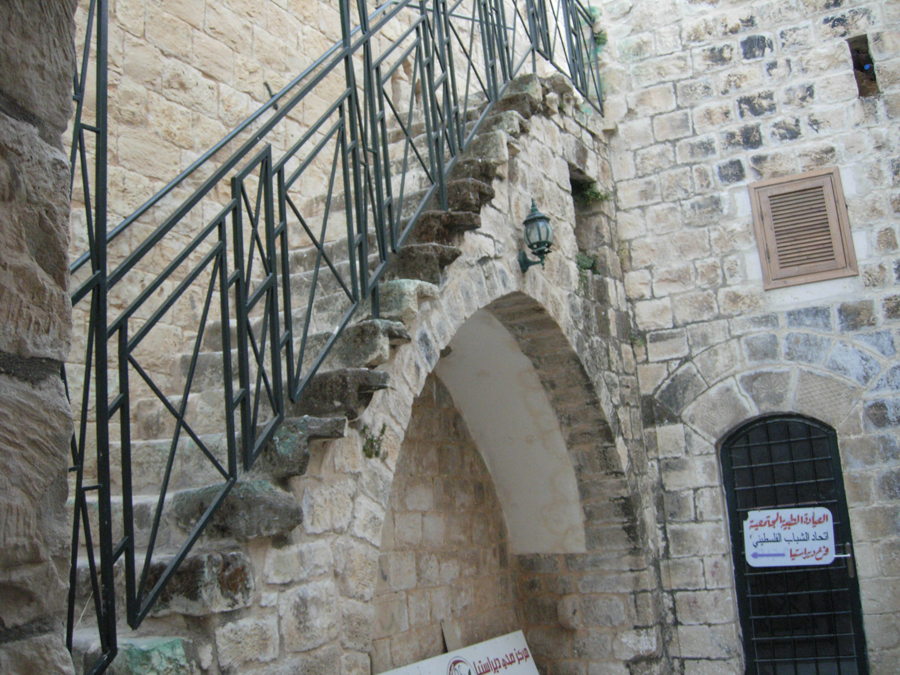
البلدة القديمة

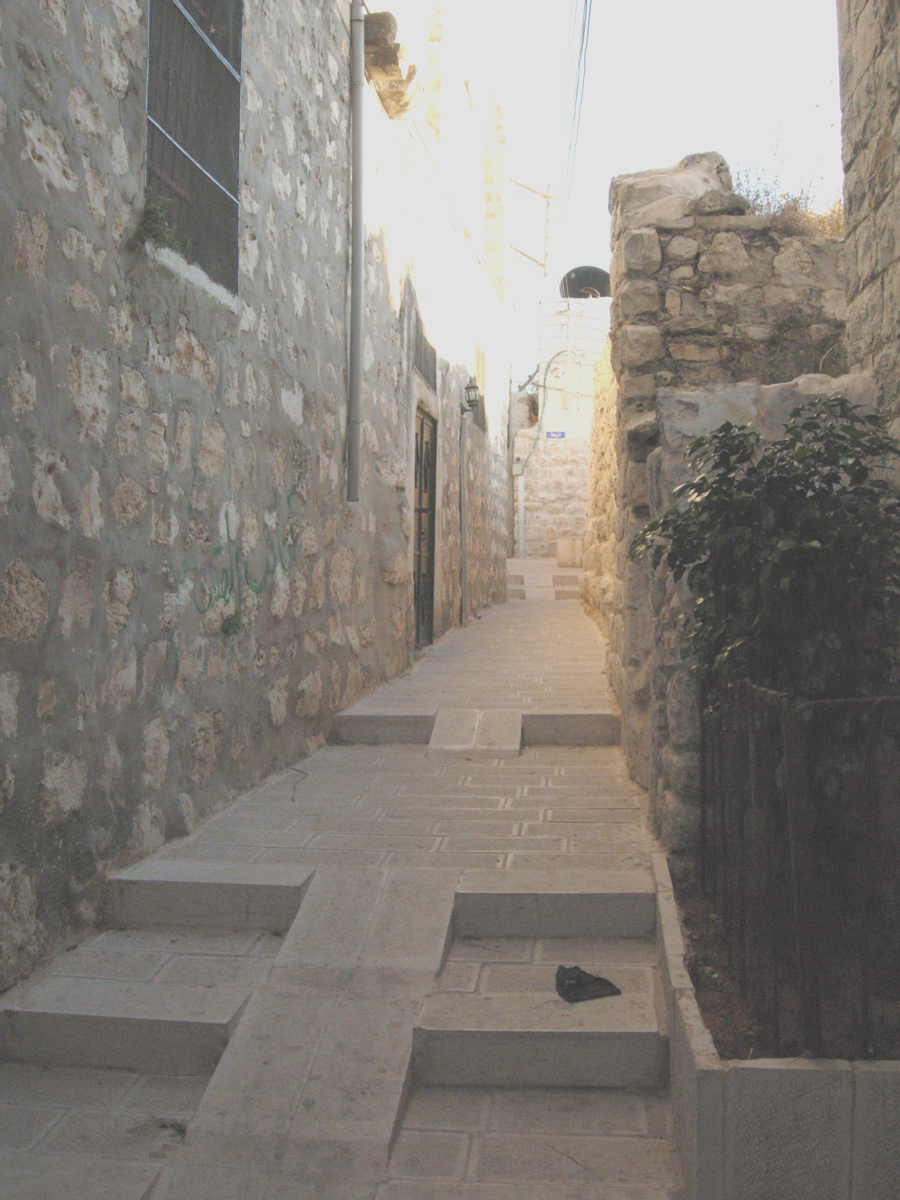
احد ممرات البلدة القديمة

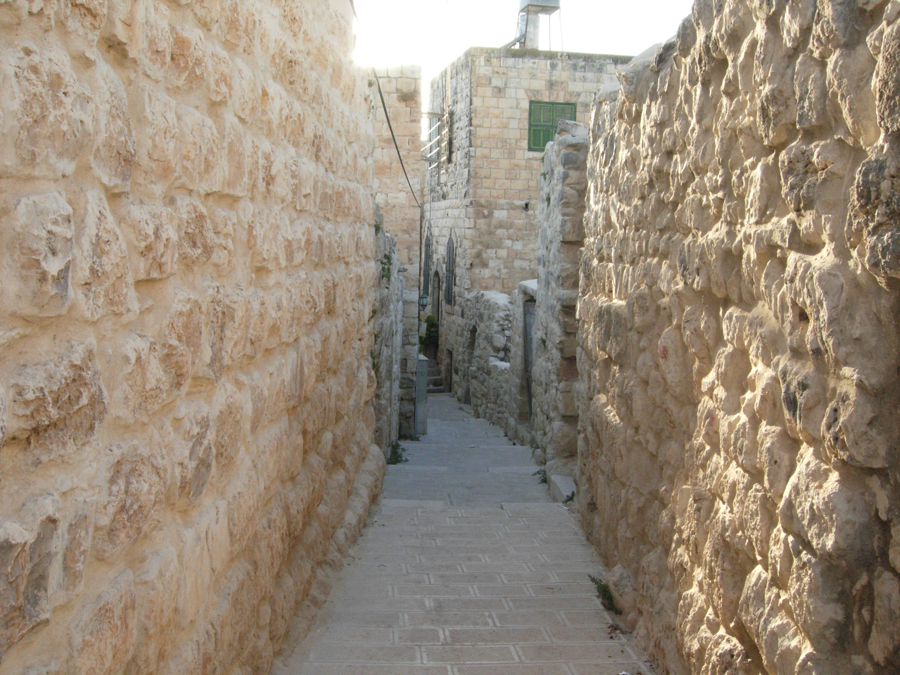
احد الممرات الداخلية للبلدة القديمة

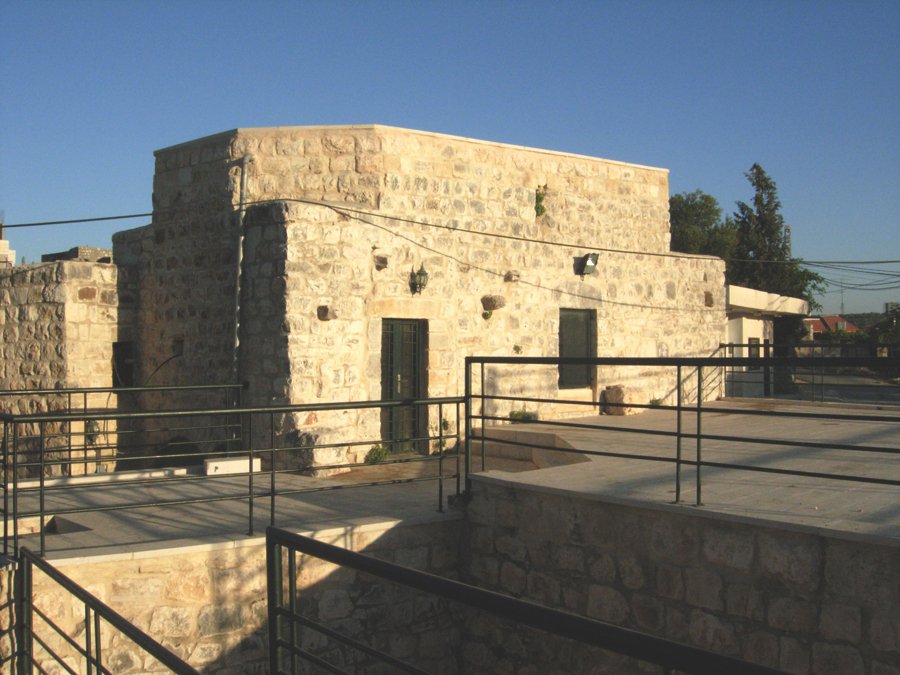
احدى مضافات البلدة القديمة بعد عمليات التحديث

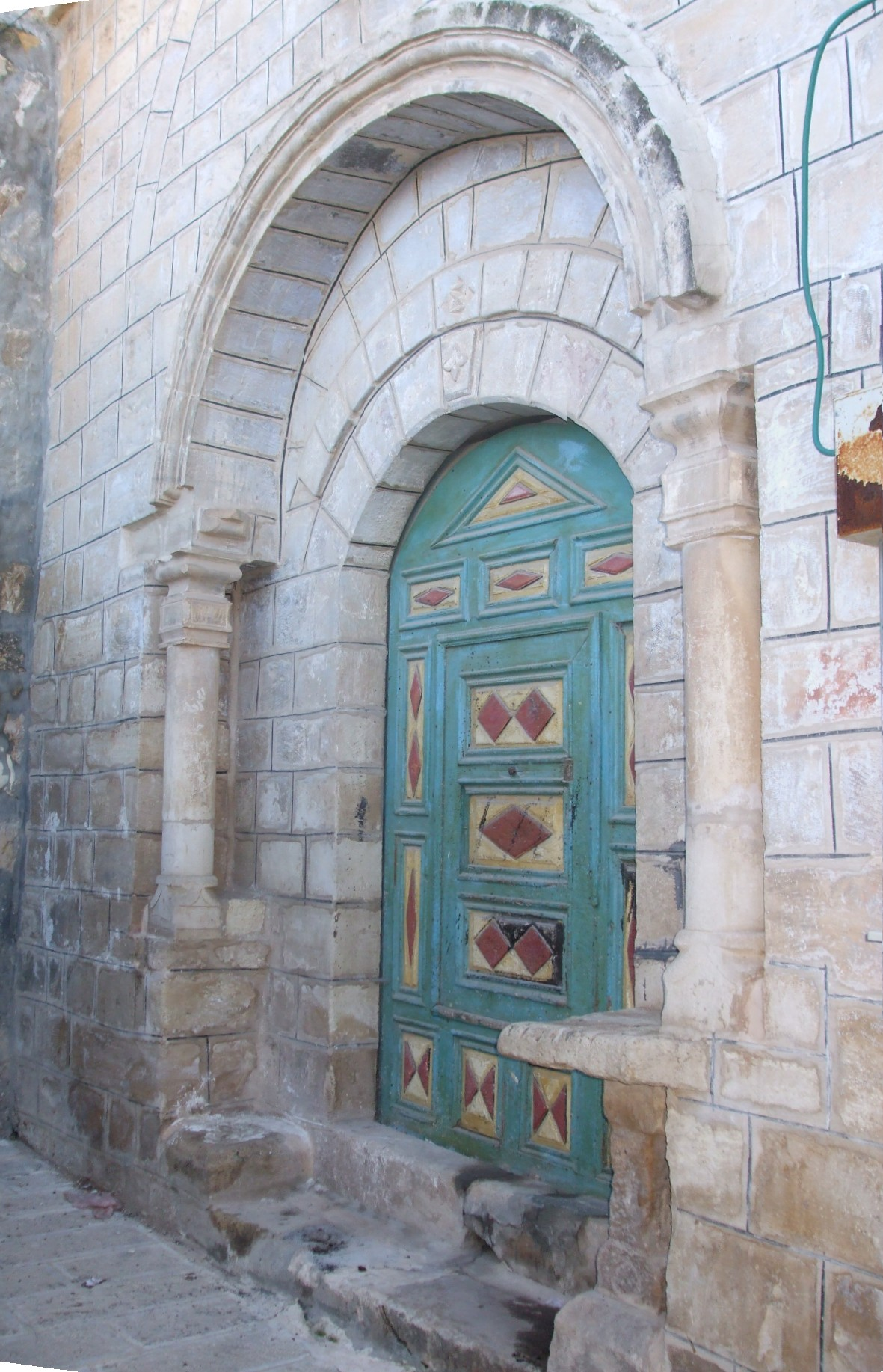
باب لاحد البيوت في البلدة القديمة

ديراستيا  بلدة فلسطينية تتبع محافظة سلفيت، من القرى التي وقعت في حرب 1967. 
بلدة ديراستيا من القرى الجميلة، ومعظم اقتصادها قائم على النشاط الزراعي والزيتون على وجه الخصوص، وتتوسط عددا من البلدات والقرى الفلسطينية وهي كفل حارس وحارس وزيتا وقيرة، ويوجد مركز الخدمات المشترك الذي يشرف على الأعمال البلدية في هذه البلدات والقرى.
وويتبع البلدة واد قانا الشهير والذي يعتبر من الوديان دائمة الجريان، وهو من أشهر الأودية في فلسطين، وتوجد به مزارع وبيارات كثيرة يتم زرعة الحمضيات والفواكه فيها، ويعد من المواقع الهامة التي حاول الكيان «الإسرائيلي» السيطرة عليه واخضاعه لسيطرته كونه يعد منطقة زراعية هامة، وعند فشله قام المستوطنون اليهود الذين تسكنون إلى جوار الواد بفتح شبكات الصرف الصحي اليه وبالتالي التسبب في مشكلة كبيرة في المكان.
وعلى الرغم من ممارسات الاحتلال إلا أن الواد يعتبر مكانا سياحيا يقصده الفلسطينيون من شتى ارجاء الضفة الغربية للاستمتاع بكل ما فيه من جماليات طبيعية.
ويرجح أنها تحريف لكلمة (إستا) السريانية بمعنى الحائط تقع إلى الجنوب الغربي من مدينة نابلس وتبعد عنها 25كم، تتبع إدارياً لبلدية سلفيت التابعة لقضاء نابلس، يصل إليها طريق محلي يرتبط بالطريق الرئيسي نابلس – القدس وطوله 2كم، تقع على هضبة متوسطة الارتفاع، ترتفع عن سطح البحر 430م، وتبلغ المساحة العمرانية للقرية 640 دونماً، ومجموع مساحة أراضيها 36000 دونم، تحيط بأراضيها قرى زيتا، كفر حارس، قراوة بني حسان، وتعد دير استيا ثاني قرى قضاء نابلس من حيث المساحة، ويزرع في الزيتون والعنب واللوز، إضافة إلى الحبوب والقطاني وقليل من الخضار، يربي سكانها المواشي التي ترعى في أحراش (وادي قانا).
وفي القرية مدارس لكافة المراحل الدراسية. يتوفر فيها الخدمات الصحية، عيادة طبية ومركز لرعاية الأمومة والطفولة، ويوجد فيها لجنة زكاة تعيل عدد كبير من الأسر الفقيرة والمحتاجين والأيتام وطلاب العلم، فيها خربة (قانا) وهي اليوم تعتبر قرية في أراضي دير استيا.

## الاقتصاد
تتبع البلدة إلى محافظة سلفيت وكونها مرتبطة اجتماعيا مع المدينة فهناك بين السكان رابطة قوية بينهم
تعتبر بلدة دير استيا من أكبر بلدات الضفة الغربية من ناحية المساحة الجغرافية حيث تبلغ مساحتها 36 كم2، وكانت في العهد الأردني تتبع محافظة نابلس إداريا وماليا، وفي عهد الاحتلال «الإسرائيلي» تبعت البلدة محافظة طولكرم إدارياوماليا وعسكريا، وفي عهد السلطة الفلسطينية تبعت البلدة محافظة سلفيت إدارياوماليا وعسكريا.

## الموقع والقرى المحيطة
ويقع تجمع ديراستيا شمال غرب مدينة سلفيت على خط إحداثي محلي شمالي 170.90م، وخط إحداثي محلي شرقي 163.31م، ويرتفع عن سطح البحر 440م، ويبعد عن مدينة سلفيت 7كم.
تقع بلدة ديراستيا على جبل يسمى جبل الذيب إلى الشمال الغربي من مدينة سلفيت وتبعد عنها حولي 7كم قبل أن تحول الطريق إلى ياسوف وتحيط بها بلدات وقرى كفل حارس، وحارس، وقراوة بني حسان، وقيرة، وزيتا جماعين، وجينصافوط وعزون الشمالية، وتل، وسنيريا، وبديا، وإماتين والفندق وغيرها.

## وادي قانا
ألا ليت شعري هل أبيتن ليلة في واد قانا والمياه سواقي
يقع وادي قانا في المنطقة الشمالية الغربية من بلدة ديراستيا ويحيط به من الجهة الشمالية قرى جينصافوت وكفر لاقف وعزون ومن الجهة الغربية تحيط به قرى سنيريا، كفر ثلث، ومن الجهة الجنوبية، قرى: قراوة بني حسان، ومن الجهة الشرقية، اماتين وديراستيا ومعظم اراضيه يمتلكها مزارعون من بلدة ديراستيا.
وتبلغ مساحة اراضيه ما يزيد عن 10 آلاف دونم، وفيه 11 عين مياه.
يشمل وادي قانا كل الأراضي الممتدة من عين وادي المعاصر إلى الحفاير ونهاية حدود وادي قانا غرباً وكل الأراضي الممتدة على جانبي الوادي والجبال المشرفة على الوادي وكذلك الطرق المؤدية إليه من كافة الجهات الأربعة -، وكذلك كافة مصادر المياه المتمثلة بمجموعة الينابيع (والعيون).
يشمل الوادي - كل الأراضي المزروعة بالحمضيات والأشجار والأراضي المزروعة بالمحاصيل الحقلية وكل الأراضي البور.
وقبل عام 1967م، كان يقيم في الوادي عشرات العائلات - العاملة في الزراعة في بياراتهم وأراضيهم ومربي الثروة الحيوانية، وبعض العمال.
أما بعد عام 1967 فقد تناقص عدد السكان في الوادي بسبب ظروف الاحتلال وخاصة المستوطنين في المستوطنات التي أحاطت بالوادي من كافة الجهات.
وقد أقيمت على أراضي الوادي وعلى الأراضي المطلة عليه (6) مستعمرات: - عمانوئيل - من الشرق- والتي تلقي بمجاريها في الوادي -من الشرق- ووصلت المياه العادمة إلى تلويث- عيون (الجوزة، والفوار) - وتمتد مياه المجاري حتى برك (البصة) و (بركة الجمال).
كما تطل على الوادي وتحاصره من ناحية الجنوب مستوطنات (يا كير) التي أغلقت الطريق - إلى - الوادي الذي كان يمر (بالمصلبة)، وتشرف على كل حركة في الوادي، وتراقب مستعمرة (نوفيم) من خلال شبابيكها كل دبيب نملة في الوادي.
وتكاد (نوفيم) تحسب (كمية الهواء) التي تدخل الوادي - وتلقيها على نبات- الوادي.
ومن الجهة الشمالية تحاصر المستعمرات الثلاث كرني شمرون، وجنات شمرون ومعالي شمرون، تحاصر هذه المستعمرات الثلاث الوادي من ناحية الشمال.
وتقوم مستعمرة كرني شمرون بإلقاء مياه مجاريها إلى الوادي مباشرة من فوق عين التنور.. حيث قامت بتلويث مياه هذه العين وحرمان المزارعين من الاستفادة منها للزراعة وري محصولاتهم وسقاية دوابهم وثروتهم الحيوانية.
هذا بالإضافة إلى التلويث الذي أحدثته هذه المجاري وما تركته من دمار وتأثير على البيئة والنباتات والثروة الحيوانية.
كما أن حالة انعدام الأمن وتحرش المستعمرين بالمترددين على الوادي، والمقيمين فيه، وزواره، قد أثر على الزراعة في الوادي، وزيادة مساحة الأراضي المزروعة
```
هو عبارة عن وادي يقع ضمن أراضي بلدة ديراستيا يحتوي على عدد من الينابيع وعدد من البرك، ويعتبر وادي قانا أحد أهم المناطق الطبيعية الجديرة بالزيارة للترويح عن النفس وذلك بسبب جغرافية المكان الخلابة، ومع إمكانية السباحة.
```

يحتوي وادي قانا على عدد من بيارات البرتقال والليمون يبعد عن الشارع الرئيسي الذي يربط ديراستيا مع جينصافوط على بضعة مئات من الأمتار حيث يمكن الوصول إليه سيرا على الإقدام، تم تنفيذ بعض المشاريع في وادي قانا حيث تم تأهيل الطريق الممتد على طول الوادي ثم تم تأهيل العين الرئيسية هي عين البصة.

## السكان
بلغ عدد سكانها عام 1922 حوالي 674 نسمة،
وفي عام 1931 (886) نفسا منهم 450 ذكرا و 436 انثى، وجمعيهم مسلمون ولهم 206 بيتاً،
وفي عام 1945م حوالي 1190 نسمة
وفي 18/11/1961 م بلغ عدد سكان هذه القرية (1641) نسمة- 801 من الذكور و 840 من الإناث، مسلمون، بينهم مسيحي واحد
وبعد الاحتلال الصهيوني عام 1967 حوالي 1500 نسمة ارتفع إلى 2100 عام 1987.
ويبلغ عدد سكان التجمع حسب تعداد السكان والمساكن والمنشآت -1997، 2803فرداً منهم 1394 ذكرا و1409 إناث، ويبلغ عدد الأسر454 أسرة، كما يبلغ عدد المباني 492 مبنى وعدد الوحدات السكنية 515 وحدة.
ويقدر عدد سكان ديراستيا الآن بحوالي (4500) نسمة يقطنون داخل القرية.

### أعلام بارزون
- عبد المجيد أبو حجلة (1922–1972)، طبيب ومسؤول صحي.
- عبد اللطيف عبد القادر أبو حجلة (1930–2013)، سياسي ودبلوماسي، كان مديرًا لمكتب ممثلية منظمة التحرير الفلسطينية لدى السودان بين عامي 1968 و1973.
- كايد عبد الحق (Q121213906) (2023– 1930)، أول رئيس لجامعة النجاح الوطنية.
- يوسف عبد الحق (Q126472823) (1944–)، أحد سياسيو الجبهة الشعبية لتحرير فلسطين، ومحاضر سابق بكلية الاقتصاد بجامعة النجاح الوطنية.
- عبد اللطيف عقل (1942–1993)، شاعر وأديب وباحث.
- فواز محمد عبد الرحمن عقل (1949–)، أمين عام مجلس الوزراء 2013–2014.
- حلا القاضي (Q125096915) (2001–)، لاعبة كاراتيه فلسطينية.

## الحياة الاقتصادية
يعتمد السكان في معيشتهم على العمل في الوظائف الحكومية والقطاع الخاص والعمل داخل الخط الأخضر وكذلك في الزراعة كزراعة الزيتون والحمضيات حيث يوجد العديد من البيارات في وادي قانا، وكذلك زراعة اللوزيات والحبوب.
أما مصادر المياه في القرية فبالإضافة إلى العدد الكبير من العيون في منطقة وادي قانا التابعة للقرية والتي يعتمد عليها المزارعون في ري الأشجار والخضراوات، هناك آبار الجمع المتوفرة في كل منزل من منازل القرية وشبكة المياه القطرية التي تشكل المصدر الرئيسي لمياه الشرب، وترتبط القرية بمدينة سلفيت بطريق معبدة، كما أن الشوارع داخل القرية معبدة بنسبة كبيرة
وتبلغ مساحته الكلية 34164دونما. ومساحة المنطقة المبينة فيه 610دونمات.و تبلغ مساحة أراضي ديراستيا 34.164 دونماً منها ستة دونمات للطرق.
وتحيط بها أراضي زيتا وكفل حارس وحارس وقراوة بني حسان وإماتين وجنصافوت وعزون وكفر ثلث بديا.
وتعد ديراستيا ثانية بلدات قضاء نابلس في زيتونها ففيها 6969 دونما مغروسة به، وفيها من الأشجار المثمرة الأخرى التين وهو مزروع في 175 دونما واللوز وهو مزروع في 44 دونما، وقليل من العنب والمشمش وغيرها، وتزرع في أراضيها الحبوب والقطاني وقليل من الخضار.
ويشتغل بعض أهلها في رعاية المواشي ولا سيما الماعز، وترعى في أحراش وادي قانا البالغ مساحتها نحو 30 ألف دونم.
ويستفيدون من ألبانها في صنع الجبن والقليل من السمن، وبلغت الضريبة المطلوبة من ديراستيا (190)جنيهاً و 635 ملا.
يبلغ عدد المنشآت الاقتصادية العاملة في القطاع الخاص 35منشأة (تعداد 1997)، موزعة حسب النشاط الاقتصادي كما يلي: الصناعة ويبلغ عددها 8 منشآت ويعمل فيها 31عاملاً، التجارة وإصلاح المركبات ويبلغ عددها 22 منشأة ويعمل فيها 24 عمالاً، والمطاعم ويبلغ عددها 3 منشآت ويعمل فيها 4 عمال، الأنشطة العقارية والايجارية ويبلغ عددها منشأتين ويعمل فيها عاملان.

## الأماكن الدينية والأثرية
لمحة تاريخية
أوقف السلطان الملك برقوق ديراستيا على سماط الخليل عليه السلام، وفي هذا يقول صاحب الأنس الجليل:[ ووقف (برقوق) قرية ديراسطيا من أعمال نابلس على سماط الخليل عليه السلام، وشرط أن لا يصرف ريعها الا في السماط الكريم فقط وكتب الوقف على عتبة باب مسجد الخليل عليه السلام وهو الباب الشرقي من الأبواب الثلاثة التي بداخل السور وهو خلف مقام السيدة سارة من جهة الشرق].
وقد اشتهر من ديراستيا، محمد بن عمر بن خضر بن عبد الولي الدير سطائي الصحراوي ابن قيم الصاحبية، كان من أهل القرآن مات في شوال سنة 747هـ.
وهناك العديد من الأماكن الدينية الموجودة داخل القرية مثل الشيخ حسين، والشيخ خاطر، بالإضافة إلى المساجد القديمة في القرية وعددها مسجدان وثلاثة مساجد جديدة، كما أن البلدة القديمة مليئة بالآثار القديمة وقد جرى ترميم العديد من هذه الآثار للمحافظة عليها.

## مؤسسات القرية
يوجد في القرية مجلس بلدي والذي تم انتخابه لأول مره عام 2006 وعددأعضائه 11 واستلم منصب الرئيس جمال الفارس .بالإضافة لوجود عدد من المؤسسات العامة منها: عيادة طبية حكومية، واتحاد الشباب الفلسطيني، ونادي دير استيا الرياضي، واتحاد المزارعين، ولجنة الزكاة، وجمعية القرآن والسنة، وجمعية دير استيا التعاونية، وجمعية سيدات ديراستيا الخيرية، واتحاد الفلاحين، وجمعية الهلال الأحمر.
أهم المؤشرات الخاصة بالتجمع وذلك بحسب التعداد العام للسكان والمساكن والمنشآت الذي تم في العام 1997 .
نسبة الملتحقين بالمدارس 38.2%
نسبة حملة البكالوريوس فأعلى 10.3%
متوسط حجم الأسرة 6.2 فرد
متوسط عدد الغرف في المسكن 3.3 غرفة
نسبة المساكن الملك 81.7%
نسبة الأسر التي يتوفر لديها سيارة خاصة 15.5%
نسبة السكان في الفئة العمرية 15 سنة فأقل 45.5%
نسبة السكان في الفئة العمرية 60 سنة فأكثر 8.2%

## شهداء دير استيا
لقد قدمت بلدة ديراستيا العديد من الشهداء خلال القرنيين الماضي والحالي، ومن هؤلاء الشهداء من استشهد زمن الانتداب البريطاني إلا انه ومنذ الاحتلال «الإسرائيلي» لفلسطين قدمت هذه البلدة خيرة أبنائها على ثرى هذا الوطن أو خارجه ونذكر منهم:
فتحي الشيخ عبد الله معركة الكرامة
1. عبد اللطيف علي عمر أبو ناصر-الذي تم اعتقاله من قبل جيش الاحتلال «الإسرائيلي» عام 1967
2. خليل منصور أبو ناصر-الذي انضم إلى قوات الثورة الفلسطينية واستشهد على أرض لبنان
3. خليل داود عوض- الذي التحق بقوات الثورة الفلسطينية واستشهد في لبنان
4. ساري حمدالله أبوحجلة
5. حامد أبو حجلة
6. نهاد أبو حجلة
7. أياد الخطيب
8. جمال أبو ملوح
9. علي أبو حجله
10. زاهر سلمان

## مواقع خارجية
1. ↑  GeoNames (بالإنجليزية), 2005, QID:Q830106
2. ↑  "معلومات عن دير استيا على موقع geonames.org". geonames.org. مؤرشف من الأصل في 2019-12-22.